# Skoky do vody na mistrovství Evropy v plaveckých sportech 1974
Závody v skocích do vody na mistrovství Evropy v plaveckých sportech za rok 1974 proběhly ve Vídni, Rakousko ve dnech 18. až 25. srpna 1974.

## Československá stopa
Československo reprezentovaly Milena Duchková (*1952) z pražského klubu Slavia VŠ a Milena Tomačková (*1958) z pražského klubu Slavia IPS. V disciplíně skoku z 3 m prkna obsadila Duchková 8. místo a Tomačková 16. místo. Startovalo 19 závodnic. V disciplíně skoku z 10 m věže obsadila Duchková 4. místo a Tomačková 14. místo. Startovalo 16 závodnic. Šéftrenérkou reprezentace byla Marie Čermáková.

## Výsledky
| Muži              | Zlato                 | Zlato  | Stříbro                | Stříbro | Bronz                     | Bronz  |
| ----------------- | --------------------- | ------ | ---------------------- | ------- | ------------------------- | ------ |
| Skoky z 3 m prkna | Klaus Dibiasi (ITA)   | 603,51 | Franco Cagnotto (ITA)  | 593,94  | Vjačeslav Strachov (URS)  | 583,71 |
| Skoky z 10 m věže | Klaus Dibiasi (ITA)   | 562,83 | Falk Hoffmann (GDR)    | 557,28  | Alexandr Gendrikson (URS) | 522,51 |
| Ženy              | Zlato                 | Zlato  | Stříbro                | Stříbro | Bronz                     | Bronz  |
| Skoky z 3 m prkna | Ulrika Knapeová (SWE) | 465,57 | Irina Kalininová (URS) | 460,17  | Tamara Safonovová (URS)   | 455,34 |
| Skoky z 10 m věže | Ulrika Knapeová (SWE) | 408,87 | Irina Kalininová (URS) | 399,54  | Jelena Vajcechovská (URS) | 366,12 |

## Medailová bilance
Ve skocích do vody se rozdělily celkem 4 sady medailí.
| Pořadí | Stát                   |       | Muži    | Muži  | Muži  |         | Ženy  | Ženy  | Ženy    |       | Muži + Ženy | Muži + Ženy | Muži + Ženy | Celkem |
| Pořadí | Stát                   | Zlato | Stříbro | Bronz | Zlato | Stříbro | Bronz | Zlato | Stříbro | Bronz |             |             |             | Celkem |
| ------ | ---------------------- | ----- | ------- | ----- | ----- | ------- | ----- | ----- | ------- | ----- | ----------- | ----------- | ----------- | ------ |
| 1.     | Itálie (ITA)           |       | 2       | 1     | 0     |         | 0     | 0     | 0       |       | 2           | 1           | 0           | 3      |
| 2.     | Švédsko (SWE)          |       | 0       | 0     | 0     |         | 2     | 0     | 0       |       | 2           | 0           | 0           | 2      |
| 3.     | Sovětský svaz (URS)    |       | 0       | 0     | 2     |         | 0     | 2     | 2       |       | 0           | 2           | 4           | 6      |
| 4.     | Východní Německo (GDR) |       | 0       | 1     | 0     |         | 0     | 0     | 0       |       | 0           | 1           | 0           | 1      |
| Celkem | Celkem                 |       | 2       | 2     | 2     |         | 2     | 2     | 2       |       | 4           | 4           | 4           | 12     |